# Eucithara pusilla
Eucithara pusilla är en snäckart. Eucithara pusilla ingår i släktet Eucithara och familjen Turridae. Inga underarter finns listade i Catalogue of Life.